# Richard Spénard
Pour les articles homonymes, voir Spénard.
Pas d'image ? Cliquez ici
Richard Spénard est un pilote et instructeur automobile né le 2 avril 1952 à Montréal, Québec, au Canada.
En tant que pilote, il a couru dans de nombreuses catégories de voitures et séries, que ce soit la Formule Atlantique, la Formule 2000, la Formule 3, Porsche Turbo Cup, Trans Am, etc. Il a notamment participé aux 24 Heures du Mans et aux 24 Heures de Daytona. Il a remporté quantité de victoires et de championnats. En 1986, il a remporté 12 victoires en 24 départs dans trois séries différentes (Formule 2000, Porsche Turbo Cup et Players GM Series). De 1986 à 1990, en 37 départs, il a remporté 18 courses en Porsche Turbo Cup.
Comme instructeur, il a débuté à l’école de Jim Russell à Riverside International Raceway et Laguna Seca en Californie avant de fonder sa propre école de course Spénard-David en 1985 au circuit de Shannonville en Ontario. Parmi ses élèves, il a enseigné au champion du monde de Formule 1 Jacques Villeneuve, Greg Moore, Patrick Carpentier et Ron Fellows.

## Faits saillants
- 1974 Champion de l’École Jim Russel au circuit Mont-Tremblant
- 1977 Coéquipier de Gilles Villeneuve en Formule Atlantique
- 1977 Champion québécois de courses sur glace
- 1986 Champion canadien de Formule 2000
- 1987, 1989 et 1990 Champion canadien de la série Porsche Turbo Cup
- Intronisé au Canadian Motorsports Hall of Fame en 2001[1].